# Astragalus breweri
Astragalus breweri är en ärtväxtart som beskrevs av Asa Gray. Astragalus breweri ingår i släktet vedlar, och familjen ärtväxter. Inga underarter finns listade i Catalogue of Life.